# Jan Långben tar ridlektion
Jan Långben tar ridlektion (engelska: How to Ride a Horse) är en amerikansk animerad kortfilm med Långben från 1950. Filmen är ursprungligen en del av långfilmen Den fredliga draken från 1941.

## Handling
Filmen är uppbyggd som en undervisningsfilm, och handlar om Långben som med sin häst Percy visar tittarna hur man rider, allt från klädval till hur man sitter upp.

## Om filmen
Filmen hade svensk premiär den 20 augusti 1951 och visandes på biografen Spegeln i Stockholm.
Filmen hade svensk nypremiär den 5 september 1954 och ingick i ett kortfilmsprogram tillsammans med kortfilmerna Kalle Ankas falska lejon, Pluto som plattcharmör, Jättens överman, Kalle Anka får bisyssla, En kofta åt Pluto, Kaninen med choklad i och Kalle Anka i paradiset.
Filmen har haft flera svenska titlar genom åren. Vid biopremiären 1951 gick den under titeln Jan Långben tar ridlektion. Alternativa titlar till filmen är Jan Långben tar ridlektioner och Långben lär sig rida.
Långbens röst görs i filmen av Pinto Colvig, i form av arkivmaterial, eftersom filmen spelades in under den period han hade lämnat Disney för andra uppdrag.
Filmen har givits ut på VHS och DVD och finns dubbad till svenska.

## Rollista
- Pinto Colvig – Långben
- John McLeish – berättare[11]